# گوک‌خان تریاکی
گوک‌خان تریاکی (انگلیسی: Gökhan Tiryaki؛ زادهٔ ۱۹۷۲) فیلم‌بردار اهل ترکیه است.